# Liste des maires de Dammarie-les-Lys
| Période                                  | Période                    | Identité                         | Étiquette     | Qualité |
| ---------------------------------------- | -------------------------- | -------------------------------- | ------------- | --- |
| février 1790                             | juin 1790                  | Charles Vienot de Baublanc       |               | |
| juin 1790                                | décembre 1792              | Pierre Vrilleaux                 |               | |
| décembre 1792                            | janvier 1793               | Laurent Bourgoin                 |               | |
| janvier 1793                             | octobre 1793               | Jean Cesse                       |               | |
| octobre 1793                             | mars 1795                  | Louis Parmentier                 |               | |
| mars 1795                                | avril 1795                 | Laurent Bourgoin                 |               | |
| avril 1795                               | juin 1800                  | Nicolas Maman                    |               | |
| juin 1800                                | mai 1801                   | Étienne Turlure                  |               | |
| mai 1801                                 | avril 1804                 | Jean-Pierre Toure                |               | |
| avril 1804                               | septembre 1806             | Anne Bertrand Raigecourt Gournay |               | |
| septembre 1806                           | juillet 1809               | M. Danglejan                     |               | |
| juillet 1809                             | septembre 1814             | Athanase Vialatte de Malachelles |               | |
| septembre 1814                           | août 1815                  | Jean Marie Baron Vergez          |               | |
| août 1815                                | avril 1817                 | M. Falletans Dampierre           |               | |
| avril 1817                               | juin 1823                  | Antoine Ardenne                  |               | |
| juin 1823                                | août 1831                  | M. de Mas                        |               | |
| août 1831                                | août 1846                  | Jean-Jacques Christmann          |               | |
| août 1846                                | mars 1848                  | Casimir Meunier                  |               | |
| 1848                                     | 1874                       | Paul Barlatier de Mas            |               | |
| 1874                                     | 1878                       | François Sertier                 |               | |
| 1878                                     | 1879                       | Jean-Louis Boucher               |               | |
| 1879                                     | 1888                       | Pierre Harlay                    |               | |
| 1888                                     | janvier 1891               | François Sertier                 |               | |
| janvier 1891                             | mai 1892                   | Mammes Sertier                   |               | |
| mai 1892                                 | mai 1904                   | Pierre Harlay                    |               | |
| mai 1904                                 | mai 1912                   | François Couillon                |               | |
| mai 1912                                 | décembre 1919              | Jules Balochard                  |               | |
| décembre 1919                            | novembre 1921              | Auguste Cailleaux                |               | |
| novembre 1921                            | mai 1925                   | Jules Balochard                  |               | |
| mai 1925                                 | mai 1935                   | Léon Jacquin                     | URD           | Confiseur Conseiller général de Melun-Sud (1928 → 1934) |
| mai 1935                                 | novembre 1935              | René Conrad                      | SFIO          | |
| novembre 1935                            | mars 1939                  | Henri Morel                      | SFIO          | |
| mars 1939                                |                            | Auguste Marceau                  | SFIO puis PCF | |
| Les données manquantes sont à compléter. |                            |                                  |               | |
| octobre 1947                             | mars 1959                  | Jean Sauret                      |               | |
| mars 1959                                | novembre 1964 (décès)      | Marcel Pouvreau                  | PCF           | Préparateur en pharmacie puis journaliste |
| décembre 1964                            | mars 1977                  | Maryvonne Pouvreau               | PCF           | Institutrice, épouse du précédent |
| mars 1977                                | mars 1983                  | Robert Laporte                   | PCF           | Résistant Maire-adjoint de Vitry-sur-Seine (1959 → 1977) |
| mars 1983                                | mars 2014                  | Jean-Claude Mignon               | RPR puis UMP  | Directeur d'entreprise Député de Seine-et-Marne (1re circ.) (1988 → 2017) Conseiller général de Perthes (1982 → 1995) Président de l'Assemblée parlementaire du Conseil de l'Europe (2012 → 2014) |
| mars 2014,                               | En cours (au 20 juin 2021) | Gilles Battail                   | LR            | Docteur vétérinaire, chef d'entreprise Conseiller régional d'Île-de-France (2015 → ) |